# Бејнбриџ (Њујорк)
Бејнбриџ (енгл. Bainbridge) град је у америчкој савезној држави Њујорк.

## Демографија
По попису из 2010. године број становника је 1.355, што је 10 (-0,7%) становника мање него 2000. године.
| Група             | 2000.         | 2010.         |
| Белци             | 1.329 (97,4%) | 1.308 (96,5%) |
| Афроамериканци    | 3 (0,2%)      | 3 (0,2%)      |
| Азијати           | 5 (0,4%)      | 4 (0,3%)      |
| Хиспаноамериканци | 16 (1,2%)     | 33 (2,4%)     |
| Укупно            | 1.365         | 1.355         |